# Бейкер, Джордж Аугустус
Джордж Аугустус Бейкер (англ. George Augustus Baker; 1821—1880) — американский художник-портретист.
Проявил себя мастером миниатюрной живописи, иногда писал жанровые картины. 

## Биография
Родился 19 марта 1821 года в Нью-Йорке.  
Его первым наставником в живописи был отец. Позже учился в Национальной академии дизайна, став членом Академии в 1851 году. 

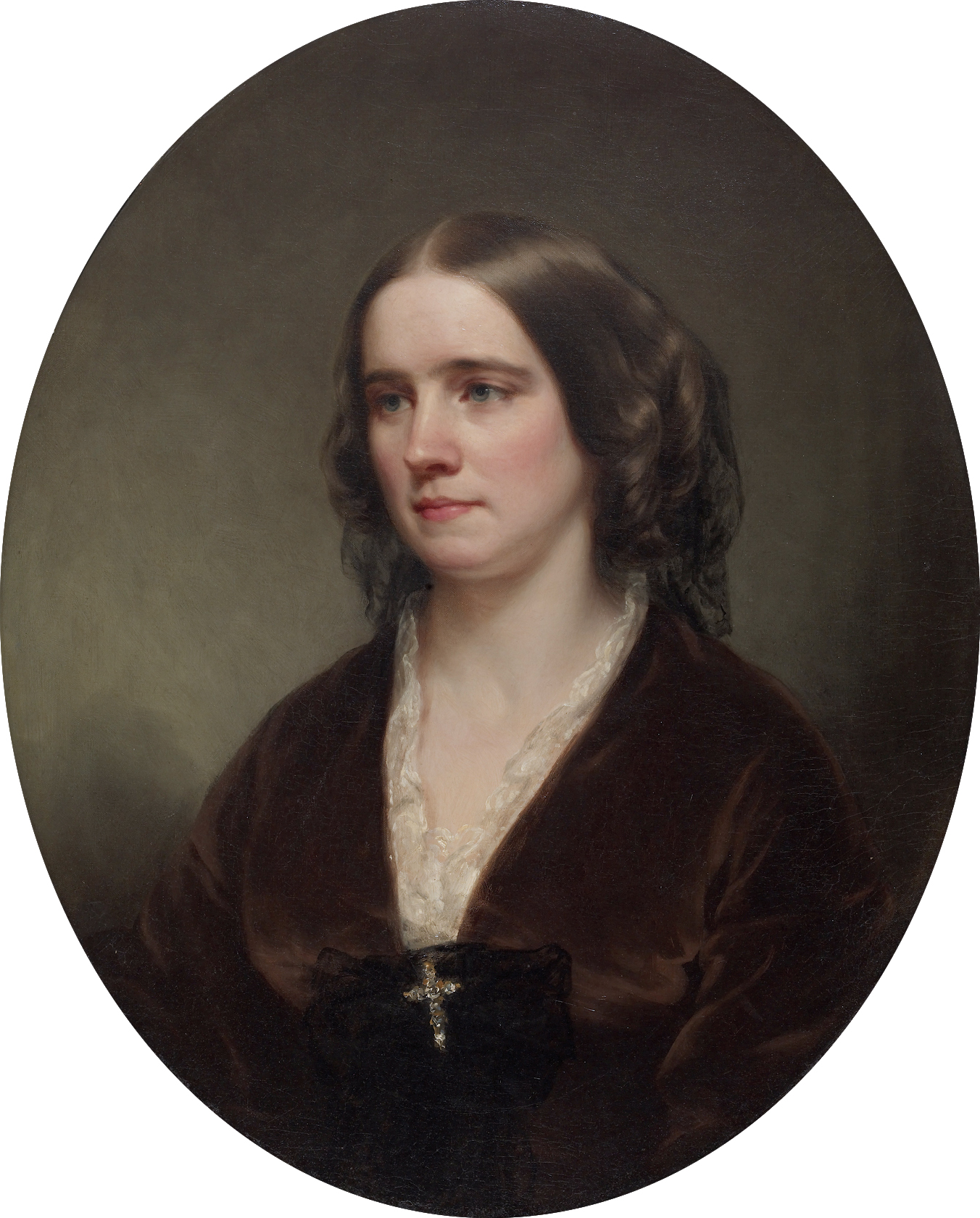
Портрет Эллен Харпер Уолтерс, жены Уильяма Уолтерса

Писал портреты. В течение первого года после начала своей профессиональной карьеры, в возрасте шестнадцати лет, Джордж выполнил более 140 миниатюр. Начал выставлять свои работы с 1838 года. В 1841 году поступил в школу при академии, учился в антикварном классе. В 1844 году отправился в Европу, где провел немалое время в Италии, изучая работы старых мастеров. Вернувшись в 1846 году в Соединённые Штаты, Бейкер осел в Нью-Йорке, где на протяжении всей своей карьеры поддерживал собственную студию. 
Около 1866 года художник приобрел дом в местечке Darien, штат Коннектикут, при этом сохранил студию в Нью-Йорке. Особую активность проявлял в делах Национальной академии — неоднократно избирался в её Совет, состоял с 1863 по 1864 годы состоял в Комитете фонда стипендий, участвовал в жизни школы при академии.Создал большое количество работ, часть из которых находится в музеях и частных коллекциях США.
Умер 2 апреля 1880 года в Нью-Йорке. Был похоронен на манхэттенском кладбище Trinity Church Cemetery and Mausoleum.